# Beintza-Labaien
Beintza-Labaien là một đô thị trong tỉnh và cộng đồng tự trị Navarre, Tây Ban Nha. Đô thị này có diện tích là 27,93 ki-lô-mét vuông, dân số năm 2007 là 258 người. Đô thị này nằm ở độ cao 450 m trên mực nước biển.

## Dân số
| Biến động dân số theo thời gian                               | Biến động dân số theo thời gian | Biến động dân số theo thời gian | Biến động dân số theo thời gian | Biến động dân số theo thời gian | Biến động dân số theo thời gian | Biến động dân số theo thời gian | Biến động dân số theo thời gian | Biến động dân số theo thời gian | Biến động dân số theo thời gian | Biến động dân số theo thời gian |
| 1996                                                          | 1998                            | 1999                            | 2000                            | 2001                            | 2002                            | 2003                            | 2004                            | 2005                            | 2006                            | 2007                            |
| ------------------------------------------------------------- | ------------------------------- | ------------------------------- | ------------------------------- | ------------------------------- | ------------------------------- | ------------------------------- | ------------------------------- | ------------------------------- | ------------------------------- | ------------------------------- |
| 303                                                           | 300                             | 296                             | 290                             | 291                             | 279                             | 269                             | 264                             | 268                             | 258                             | 258                             |
| Nguồn: Beintza-Labaien et instituto de estadística de navarra |                                 |                                 |                                 |                                 |                                 |                                 |                                 |                                 |                                 |                                 |